# Kabouters Opglabbeek
K. Kabouters F.C. Opglabbeek is een Belgische voetbalvereniging uit Limburg, meer bepaald uit de gemeente Oudsbergen. De club werd opgericht in 1923. De club is aangesloten bij de KBVB sedert 11 november 1941 en heeft het stamnummer 3178. Initieel waren de clubkleuren groen/wit maar in 1943 zijn de clubkleuren gewijzigd naar rood/wit. In 1992 kreeg de club de toestemming van het Paleis om de titel Koninklijke te voeren.
De reden waarom "Kabouters" is toegevoegd aan de clubnaam is om het simpele feit dat de ploeg bestond uit allemaal spelers met een klein gestalte. In 1928 duikt de naam "Kabouters" de eerste keer op in het klassement. Maar wanneer exact "Kabouters" is toegevoegd aan de clubnaam, is niet geweten.
Sedert 20 juni 2019 heeft de club een nieuw logo. In dit nieuwe logo is een kabouter verwerkt maar eveneens een verwijzing naar de ligging van de club. De club ligt in het centrum van Opglabbeek en dit werd gevisualiseerd door de fontein, dewelke zich voor het oud gemeentehuis bevindt, in het logo te verwerken.

## Organisatie
In juni 2020 is er een grotendeels vernieuwd bestuur gekozen want de club had nood aan een frisse wind om terug te kunnen groeien. De eerste zichtbare resultaten van het nieuwe bestuur waren het opstarten van een extra senioren ploeg in vierde provinciale.
De jeugdwerking scheert hoge toppen. Jaarlijks ziet de club een groei van 30% in het ledenbestand. De visie van de club is "iedereen gelijk, iedereen plezier" en "voetbal moet betaalbaar blijven voor iedereen".

## Infrastructuur
De accommodatie van K. Kabouters F.C. Opglabbeek is gelegen te Kruisstraat 7/4, 3660 Oudsbergen. 
Sinds Februari 2025 is Kabouters Opglabbeek gehuisvest in Sporthal De Duin. In dit gebouw is er een aparte kantine, vergaderzaal en kleedkamers voorzien voor de voetbalvereniging. 
De kantine wordt ook gebruikt als VIP ruimte voor de zaalsporten.

## Voorzitters
- 1941 - 1947: Jan Vandebeek
- 1947 - 1948: Jan Schreurs
- 1948 - 1951: Louis van de Beek
- 1951 - 1962: Victor Goossens
- 1962 - 1965: Albert Moors
- 1965 - 1974: Lodewijk Zwakhoven
- 1974 - 1980: Renier Knoops
- 1980 - 1996: Karel Schreurs
- 1996 - 1999: Roland Aerden
- 1999 - 2001: Martin Hurkmans
- 2001 - 2002: Emile Neven
- 2002 - 2009: Jos Vandewal
- 2009 - 2016: Jean Bomans
- 2016 - 2017: Kurt Ferson
- 2017 - heden: Leandro Merola

## Secretarissen
- 1941 – 1946: Jan Cuppens
- 1946 – 1947: Godfried Knoops
- 1947 – 1949: August Grondelaers
- 1949 – 1951: Paul Schreurs
- 1951 – 1962: Paul Grondelaers
- 1962 – 1963: Leo Gabriels
- 1963 – 1964: Louis Vandebeek
- 1964 – 1965: Henri Vandereycken
- 1965 – 1968: Paul Grondelaers
- 1968 – 1975: Mathieu Gabriels
- 1975 – 1990: Roger Anthonissen
- 1990 – 1999: Theodoor Smeets
- 1999 – 2001: Hubert Houben
- 2001 – 2007: Tine Grondelaers
- 2007 – 2015: Jos Coenen
- 2015 – 2020: Marc Venken
- 2020 – heden: Koen Thielens

## Palmares
- 1957 - 1958: Kampioen in derde provinciale
- 1969 - 1970: Kampioen in tweede provinciale
- 1973 - 1974: Kampioen in eerste provinciale
- 1980 - 1981: Kampioen in tweede provinciale
- 1983 - 1984: Kampioen in eerste provinciale
- 1989 - 1990: Promotie naar eerste provinciale als beste tweede
- 1996 - 1997: Kampioen in tweede provinciale
- 2014 - 2015: Promotie naar derde provinciale als beste tweede
- 2019 - 2020: Promotie naar tweede provinciale als beste tweede
- 2023 - 2024: Opglabbeek B kampioen vierde provinciale D
- 2024 - 2025: Kampioen in derde provinciale B

## Grafiek eindstanden in de competitie na WO II
| 8 |

| 9 |

| 8 |

| 7 |

| 7 |

| 6 |

| 5 |

| 12 |

| 5 |

| 7 |

| 3 |

| 1 |

| 14 |

| 7 |

| 5 |

| 11 |

| 8 |

| 12 |

| 12 |

| 2 |

| 4 |

| 6 |

| 6 |

| 1 |

| 2 |

| 6 |

| 2 |

| 1 |

| 10 |

| 18 |

| 14 |

| 18 |

| 3 |

| 10 |

| 1 |

| 6 |

| 8 |

| 1 |

| 18 |

| 4 |

| 18 |

| 4 |

| 2 |

| 2 |

| 7 |

| 4 |

| 9 |

| 12 |

| 13 |

| 18 |

| 1 |

| 10 |

| 11 |

| 18 |

| 18 |

| 4 |

| 10 |

| 6 |

| 13 |

| 7 |

| 9 |

| 13 |

| 17 |

| 9 |

| 13 |

| 4 |

| 6 |

| 10 |

| 2 |

| 5 |

| 13 |

| 10 |

| 3 |

| 2 |

| 3 |

| 9 |

| 18 |

| 2 |

| 1 |

## Bekendste supporter
Thibaut Courtois en de voorzitter, Leandro Merola, hebben samen op school gezeten. Ze waren elkaar, na het verlaten van de school, een tijdje uit het oog verloren maar zijn nu al jaren heel close. Leandro Merola is lang personal assistant geweest van Thibaut in Londen en Madrid. Als Thibaut in België is pikt hij regelmatig een wedstrijd van K.F.C. Kabouters Opglabbeek mee.
Ieder jaar brengen meerdere spelers van K. Kabouters F.C. Opglabbeek een bezoekje aan Thibaut in Madrid. Dit toont aan dat Thibaut een hart heeft voor K. Kabouters F.C. Opglabbeek.

## Bekendste spelers
Alex Da Silva speelde in seizoen 20/21 en 21/22 bij K. Kabouters F.C. Opglabbeek. In de herfst van z'n carrière had hij beslist om bij z'n vrienden van Kabouters Opglabbeek te gaan spelen. Toenmalige trainer Sylvio Garcia, Voorzitter Leandro Merola en huisfotograaf Alexxx hadden weinig moeite moeten doen om Alex Da Silva te overtuigen om voor deze familie club te komen spelen.
In seizoen 2021-2022 speelde ook Bennard Yao Kumordzi bij K. Kabouters F.C. Opglabbeek. Bennard woont in Opoeteren en zocht een club om fit te blijven. Via Alex Da Silva is hij dan bij K. Kabouters F.C. Opglabbeek terecht gekomen. Hij speelde 1 seizoen bij de kabouters.